# Nationalpark Karimunjawa
Der Nationalpark Karimunjawa, auch Crimon-Java-Nationalpark, ist ein nationaler Meerespark im Karimunjawa-Archipel, Regentschaft Jepara, Zentral-Java, Indonesien. Es liegt 80 km nordwestlich von Jepara, Zentral-Java in der Javasee. Der Nationalpark wurde im Jahr 2001 offiziell zum Meeresschutzgebiet erklärt. Einer populären lokalen Legende zufolge wurde dieser Archipel von Sunan Nyamplungan, dem Neffen von Sunan Kudus, einem Wali Sanga, entdeckt.

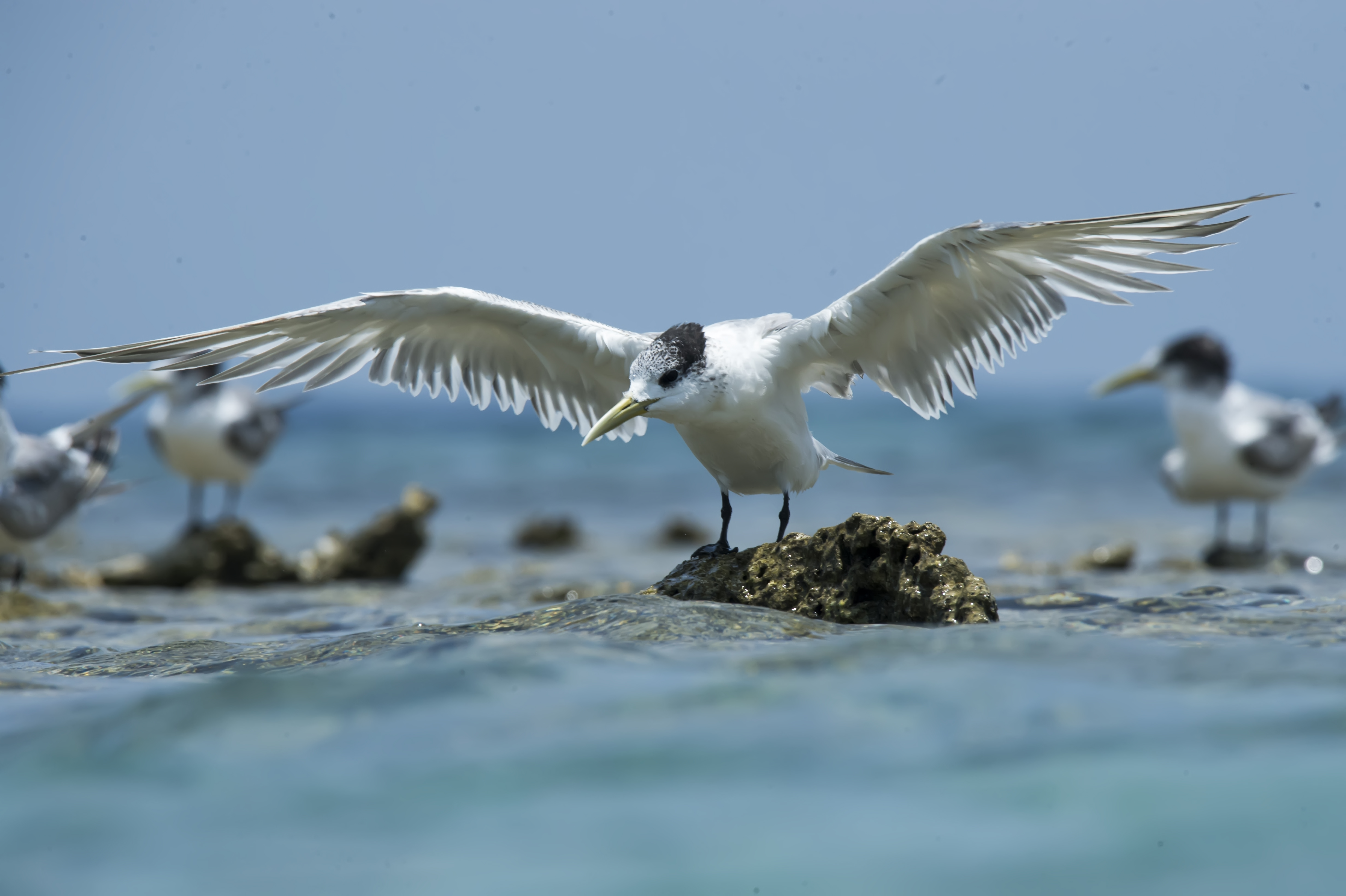
Thalasseus bergii im Nationalpark

Karimunjawa ist auch eine Touristenattraktion, die wegen ihres weißen Sandstrands, der unberührten Korallenriffe, der anspruchsvollen Wanderungen durch die Hügel, der Pilgerfahrt zum Friedhof Sunan Nyamplungan und der Bräuche und Traditionen der Bewohner Karimunjawas beliebt ist.

## Geschichte
Einer lokalen Legende zufolge bedeutet Karimun „nicht offensichtlich“, da Karimunjawa zwar bei klarem Wetter von der Küste der Hauptinsel Java  gesehen werden kann, aber nicht wirklich klar. Karimunjawa wurde ursprünglich von Sunan Nyamplungan besiedelt, dem Sohn von Sunan Muria, einem der muslimischen Heiligen (Sunan), der den Islam in Java einführte.
Karimunjawa ist seit Jahrhunderten berühmter als Bali (das lange Zeit nur ein Stützpunkt für Piraten war). Die Insel ist bei Seefahrern auf der ganzen Welt als Zufluchtsort auf den Handelsstraßen durch die Javasee nach Borneo oder zu den Gewürzinseln bekannt und hatte auf den antiken Karten der Region verschiedenen Namen (Tortuga, Chirimao, Carimon jawa ...)
Historische Quellen berichten von der Entdeckung des Archipels durch Kaiser Kublai Khan im Jahr 1293, der eine chinesische Armee entsandt, gefolgt von osmanisch-türkischen Seefahrern im Jahr 1403, Portugiesen, Holländern, Franzosen (Bougainville ...) und Engländern usw. Jüngste archäologische Forschungen fanden Porzellane aus der Ming-Dynastie.
Viele Segler setzen die Tradition fort und machen heute auf Karimunjawa Halt auf ihrem Weg von Australien nach Thailand oder zum Chinesischen Meer oder zurück ...

## Geographie
Der Karimunjawa-Archipel liegt zwischen 5°49’ und 5°57’ südlicher Breite und 110°04’ und 110°40’ östlicher Länge in der Javasee, nördlich von Java. Es liegt etwa 120 km von Semarang, der Hauptstadt der Provinz Zentral-Java, entfernt und etwa 80 km von der nächstgelegenen Stadt Jepara. Der Unterbezirk Karimunjawa besteht aus 27 Inseln und ist in drei Dörfer unterteilt: Karimunjawa, Kemujan und Parang. Der Archipel steht unter der Verwaltung des Regierungsbezirks Jepara in der Provinz Zentral-Java.
Die geologische Formation im Archipel wird hauptsächlich von Quarzsandstein, Kies, Schlamm und Ton dominiert. Die Topographie des Nationalparks Karimunjawa ist eine Welle aus Tiefland mit einer Höhe zwischen 0 und 506 Metern über dem Meeresspiegel. Der Gajah-Hügel ist der höchste Punkt des Parks. Die Temperaturen liegen zwischen 30 und 31°.
Die größte Insel des Archipels ist die Insel Karimunjawa. Städte oder Dörfer befinden sich auf den Inseln Karimunjawa, Kemujan, Nyamuk, Parang und Genting. Die anderen Inseln sind unbewohnt.

## Ökosystem
Viele Forscher fühlen sich von der Meeresbiodiversität und den unberührten Wäldern sowie der Einzigartigkeit des Karimunjawa-Archipels angezogen. Während der niederländischen Kolonialzeit kamen viele niederländische Botaniker wie Teijsmann (1854), Koorders (1886), Schlechter (1910) und Dammerman (1926) auf den Karimunjawa-Archipel.

### Die Korallenriffe
Die Korallenriffe von Karimunjawa bestehen aus Saumriffen, Barriereriffen und mehreren Plattformriffen. Sie verfügen über einen außergewöhnlichen Artenreichtum: 51 Gattungen mit mehr als 90 Korallenarten und 242 Zierfischarten. Zwei geschützte Korqllenarten, die Schwarze Koralle (Antiphates sp.) und die Orgelkoralle (Tubipora musica), sind hier zu finden. Zu den weiteren geschützten Meereslebewesen zählen die Gehörnte Helmschnecke (Cassis cornuta), die Tritonshorn (Charonia tritonis), das Gemeines Perlboot, die Grünschnecke (Turbo marmoratus) und sechs Muschelarten. Rund um die Insel Kemujan ist das Wrack des panamaischen Schiffes Indono, das 1955 auf dem Meeresboden versank, heute ein Lebensraum für Korallenfische und ein beliebter Ort zum Wracktauchen.

### Die Seegräser und Algen
Es gibt 10 Seegrasgattungen, die größtenteils von Enhalus und Thalassia dominiert werden.  Die Algenarten werden in drei Abteilungen eingeteilt: Chlorophyta (Coulerpa und Halimeda), Phaeophyta (Padina, Golftange und Turbinaria) und Rhodophyta (Eucheuma, Glacillaria, Gelidium, Hypnea und Acanthophora).

### Die Wälder

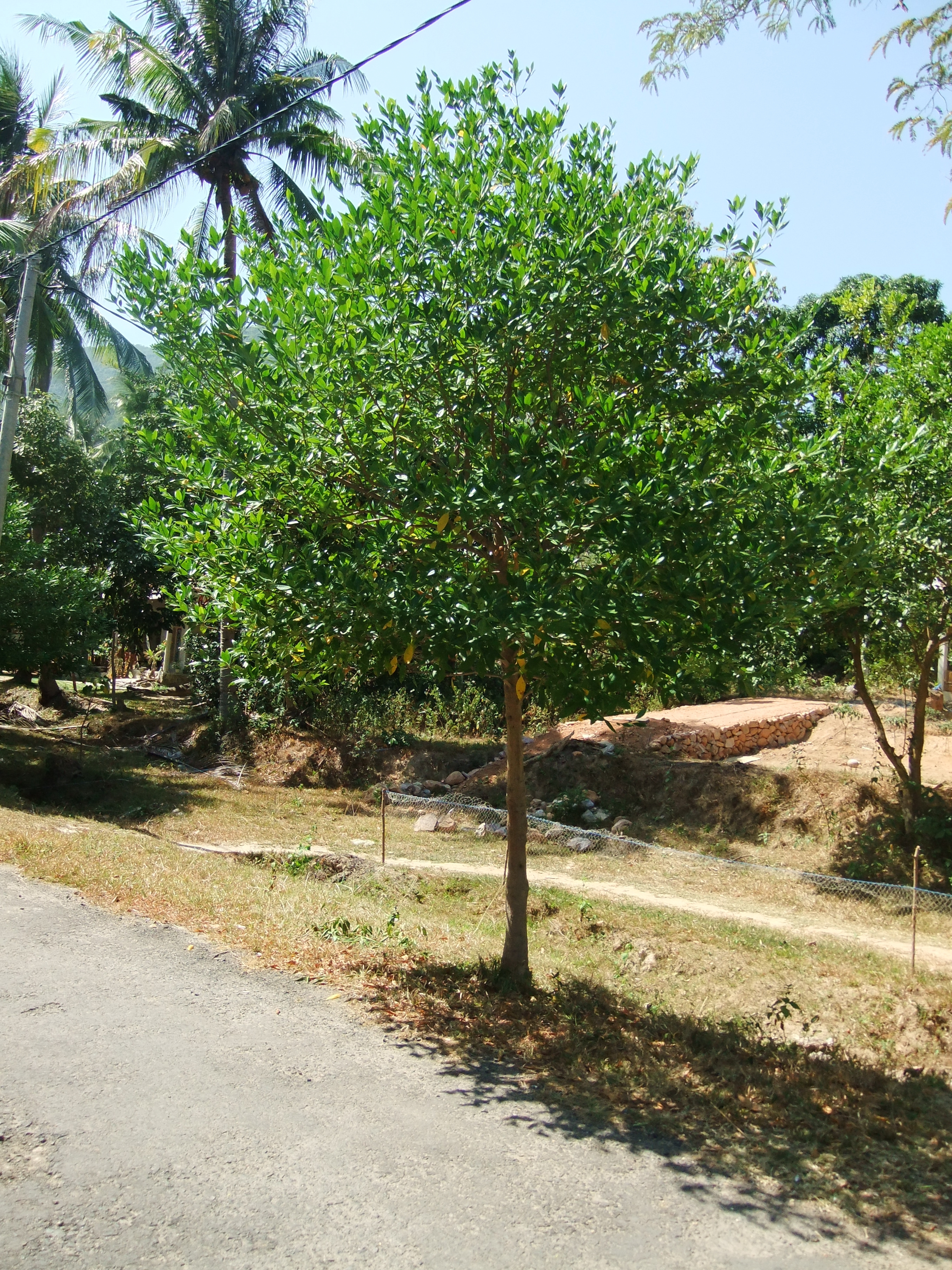
Der endemische Dewadaru-Baum, aus dessen Holz die Einheimischen verschiedene Talisman-Objekte herstellen.

Insgesamt 300 ha Mangrovenwald bedecken den Nationalpark und sind Lebensraum für 13 Gattungen und 32 Arten von Mangroven, darunter die Rhizophora mucronata.
Der tropische Tieflandwald erstreckt sich über eine Fläche von 1.285,50 Hektar. Er bietet Lebensraum für eine Reihe endemischer Arten, darunter den mythischen Dewadaru-Baum (Fagraea elliptica), Setigi (Pemphis acidula) und Kalimasada (Cordia subcordata).  Die Einheimischen nutzen diese Bäume als Rohstoff für Souvenir-Kunsthandwerk wie Tasbih, Kris oder Stäbe. Es wird allgemein angenommen, dass das Holz des endemischen Dewadaru-Baums die legendäre Kraft besitzt, Krankheiten oder Schlangenbisswunden zu heilen, das Haus vor Dieben zu schützen oder das Leben zu verlängern. In jüngster Zeit ist der Bestand dieser drei Baumarten aufgrund der zunehmenden Entnahme zurückgegangen.
Auf den Inseln gibt es etwa vierzig verschiedene Vogelarten, darunter die Bronzefruchttaube (Ducula aenea), den Gelbbauchbülbül (Pycnonotus goiavier) und den Bartsittich (Psittacula alexandri). In diesem Gebiet gibt es auch einige Zugvögel, wie den Flussuferläufer und den Regenbrachvogel. Der tropische Tieflandregenwald ist der natürliche Lebensraum des seltenen Weißbauch-Seeadlers. Der neueste Expeditionsbericht des Indonesischen Wissenschaftsinstituts zeigt, dass es zwei endemische Schmetterlingsarten gibt, und zwar die Euploea crameri karimodjawensis und die Idea leuconoe karimodjawensis.
Die Vielfalt der Landtiere dieses Parks ist zahlenmäßig nicht so groß wie die der Wassertiere. Es ist jedoch immer noch möglich, Mähnenhirsche (Cervus timorensis), Malaiische Schuppentiere (Manis javanica) und die Malayische Mokassinotter (Calloselasma rhodostoma) zu sehen.
Auf den Inseln legen mehrere Schildkrötenarten ihre Eier ab, z. B. Echte Karettschildkröte und Grüne Meeresschildkröte.

## Schutzmaßnahmen
Der Karimunjawa-Meeresnationalpark ist einer der sechs Meeresnationalparks in Indonesien und gehörte zu den ersten Gebieten, die als wichtig für die Erhaltung und den Schutz der Meeresbiodiversität anerkannt wurden. Es wurde 1986 offiziell zum strengen Naturschutzgebiet erklärt und ist seitdem zu einem der vorrangigen Gebiete für die Erhaltung der Meeresbiodiversität in Südostasien erklärt. Im Jahr 1999 gründete das Forstministerium dann den Karimunjawa-Meeresnationalpark um den Karimunjawa-Archipel mit einer Fläche von 111.625. Im Jahr 2001 wurde eine Fläche von 110.117,30 Hektar zum Meeresschutzgebiet (MPA) erklärt.
Basierend auf den Funktionen wurde der Karimunjawa-Nationalpark in vier Zonen unterteilt:
- Schutzzone (1.299 ha): Eine Sperrzone bestehend aus den Inseln Burung und Geleang.  Forschung und Lehre sind erlaubt.
- Wildniszone (7.801 ha): Forschung ist erlaubt und touristische Aktivitäten sind begrenzt. Sie besteht aus Krakal Besar, Krakal Kecil, Mengawakan, Cemara Besar, Cemara Kecil, Bengkoang und einem Teil der Inseln Karimunjawa und Kemujan.
- Nutzungszone (4.431 ha): Besteht aus Menjangan Besar, Menjangan Kecil, Kembang, Kembar, Karang Katang, Karang Kapal, Parang, Karimunjawa und Kemujan.
- Pufferzone (98.093,5 ha): Umfasst Karimunjawa, Kemujan, Parang und Mosquito. Diese Inseln sind bewohnt.

Aufgrund des dynamischen Bewirtschaftungsprozesses, der jüngsten Verschlechterung und des Ausmaßes der Zerstörung werden die derzeitigen Bewirtschaftungszonen als nicht mehr wirksam angesehen. Im Rahmen eines Projekts, das 2002 begann und derzeit noch läuft, schlägt der Nationalparkverwaltung deshalb ein neues Zonenmanagement vor.

## Bevölkerung
Die Bevölkerung des Distrikts Karimunjawa beträgt 8.842, die meisten davon sind Fischer. Sie besteht aus vielen ethnischen Gruppen wie Javanern, Maduresen, Bugis, Mandar, Bajak und Luwu. Das javanische Volk ist im Volksmund für seine landwirtschaftliche Tätigkeit und die Herstellung von Haushaltsgeräten bekannt. Die Bugis sind für ihre Seefahrtsaktivitäten bekannt und werden deshalb mit dem Fischfang in Verbindung gebracht. Die Maduresen sind für ihre Produktion von gesalzenem Fisch bekannt. Sie alle leben in Harmonie und haben neue Bräuche und Tradition geschaffen.

## Tourismus
Der Archipel ist über Flüge von Surabaya zum Flughafen Dewandaru auf der Insel Kemujan erreichbar. Es gibt auch eine regelmäßige Fähre und ein Schnellboot zwischen den Häfen Jepara oder Kendal (in der Nähe von Semarang) zur Insel Karimunjawa.
Menjangan Kecil, Menjangan Besar, Tanjung Gelam, Legon Lele, Genting, Kembar, Parang, Cemara und die Krakal-Inseln sind beliebte Reiseziele für den Meerestourismus (Segeln, Surfen, Wasserski, Schwimmen, Sonnenbaden an weißen Sandstrände, Tauchen), aber auch vielen anderen Aktivitäten, wie Camping, kulturelle Besichtigungen, Beobachtung von Hirschen und Vögeln. Die Bengkoang- und Kemujan-Inseln haben einen Campingplatz und einen Ort zum Wracktauchen zum panamaischen Schiffes Indono. Die Hügel von Bukit Bendera, Bukit Gajah und Legon Goprak werden als Wanderrouten und für Meerestouren genutzt.
In Karimunjawa gibt es viele Gastfamilien oder Gästehäuser. Es gibt eine kleine Boutique in der Nähe des Dorfes und ein Luxusresort auf einer eigenen Insel.